# Костадин Ангелов (лекар)
Костадин Георгиев Ангелов е български хирург, директор на УМБАЛ „Александровска“ в град София (2013 – 2020), професор (2020) и министър на здравеопазването (2020 – 2021) в третото правителство на Бойко Борисов. Народен представител в XLV, XLVI, XLVII, XLVIII, XLIX, L, LI.

## Биография
Костадин Ангелов е роден на 7 юни 1977 г. в Нова Загора. Завършва Медицински университет – град София с магистърски степени по медицина и по обществено здраве. През 2015 г. завършва магистратура по финанси в Университет за национално и световно стопанство. През 2014 г. защитава дисертационен труд за придобиване на образователната и научна степен доктор по научната специалност хирургия на тема „Оптимизиране на оперативния подход и лимфната дисекция при болни с рак на стомаха“. През 2015 г. след конкурс е избран за доцент, а през 2020 г. – за професор.
Кариерата на Костадин Ангелов започва в Спешното отделение – Шокова зала към Спешна помощ – град София като лекар-ординатор. През 2006 г. постъпва като хирург в УМБАЛ „Александровска“ – град София. От 2013 г. до избирането му за министър на здравеопазването през 2020 г. е директор на болницата.
Като преподавател има изнесени множество лекции по хирургия на студенти по медицина, дентална медицина, стажант-лекари, специализанти и докторанти по хирургия. Има редица публикации в български и международни списания, реферирани и индексирани в световноизвестни бази данни с научна информация. През 2012 г. е признат за „Най-добър преподавател" на студентите медици от випуск 2012 г., а през 2015 г. е удостоен с наградата „Проф. д-р Парашкев Стоянов“ за високи постижения в областта на медицинската наука и преподаване.
Кандидат е за народен представител – води листата на управляващата партия ГЕРБ на изборите за XLV ОНС (4 април 2021). Избран и за депутат за XLVI ОНС (11 юли 2021).

## Съдебни дела
На 18.03.2025 година чрез решение на СГС, Костадинов Ангелов осъжда Стойчо Кацаров за клевета. заради твърденията му, че Ангелов е докарал „Александровска“ болница до фалит. Съдът постановява, че Ангелов е наследим 30 милиона дългове; а за твърденията на Кацаров, че Ангелов е харчил безразборно парите на „Александровска“, не са представени никакви доказателства.